# Файе, Гильермо
Гильермо Файе (фр. Guillermo Fayed, род. 28 ноября 1985 года, Шамони-Мон-Блан) — французский горнолыжник, участник Олимпийских игр в Ванкувере. Специализируется в скоростном спуске.
В Кубке мира Файе дебютировал в декабре 2005 года. Лучшим достижением в общем зачёте Кубка мира для Файе является 17-е место в сезоне 2014/15. В том же сезоне стал третьим в зачёте скоростного спуска.
На Олимпиаде-2010 в Ванкувере, стартовал в двух дисциплинах: скоростной спуск - 26-е место, супергигант - 22-е место. В 2014 году в Сочи занял 26-е место.
За свою карьеру участвовал в трёх чемпионатах мира, лучший результат — пятое место в скоростном спуске в 2015 году в США.
Использует лыжи и ботинки производства фирмы Head.